# Per Hækkerup

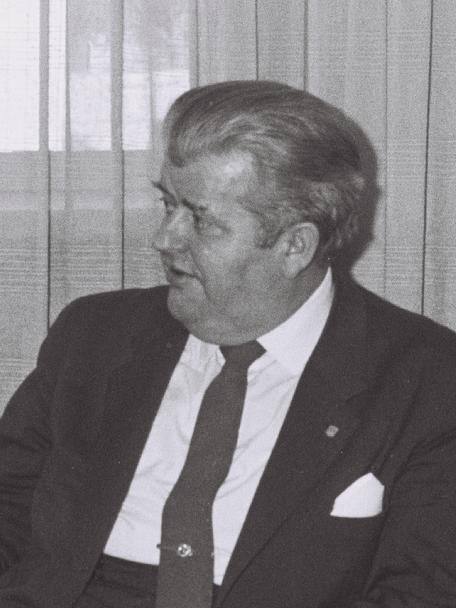
Per Hækkerup, 1966

Per Christen Hækkerup (* 25. Dezember 1915 in Ringsted; † 13. März 1979 in Herritslev) war ein sozialdemokratischer dänischer Politiker.

## Leben und Wirken
Per Christen Hækkerup stammt einer einflussreichen dänischen Politikerfamilie ab, die als Mitglieder der dänischen sozialdemokratischen Partei unter anderem hohe Ämter in der dänischen Regierung innehatten. Er war der Sohn von Hans Kristen Hækkerup und Grete Hækkerup sowie Bruder von Hans Erling Hækkerup. Seine Söhne Hans Hækkerup und Klaus Hækkerup sowie seine Enkel Nick Hækkerup und Ole Hækkerup übernahmen ebenfalls bedeutende politische Ämter.
Per Hækkerup war vom 3. September 1962 bis 28. November 1966 Außenminister im Kabinett Krag II sowie Wirtschaftsminister vom 11. Oktober 1971 bis 6. Dezember 1973 unter Krag und Anker Jørgensen. Er diente unter Jørgensen auf wechselnden Ministerposten bis zu seinem Tod 1979.
1967 erhielt er den Kulturpreis der Stadt Kiel und 1968 den Orden wider den tierischen Ernst des Aachener Karnevalvereins.